# Santa Colomba de Somoza
Santa Colomba de Somoza – gmina w Hiszpanii, w prowincji León, w Kastylii i León, o powierzchni 179,1 km². W 2011 roku gmina liczyła 505 mieszkańców.